# Portada/article maig 5

## Samurai
Samurai (侍 o a vegades 士) és un terme generalment utilitzat per referir-se als guerrers del Japó abans que aquest país comencés el procés d'industrialització.
El significat del mot Samurai és servir. Un nom més adient és bushi (武士), terme que data del Període Edo i que significa literalment home de guerra. Tot i això, ara és habitual que la paraula samurai es refereixi a l'aristocràcia militar i no als ashigaru (peus lleugers), els soldats d'infanteria reclutats entre els camperols que portaven una armadura lleugera i usaven com a arma principal el yari (llança). Es creu que els guerrers rasos japonesos del segle vi es podrien considerar presamurais.